# Arenco Tower
 (octobre 2024).
Si vous disposez d'ouvrages ou d'articles de référence ou si vous connaissez des sites web de qualité traitant du thème abordé ici, merci de compléter l'article en donnant les références utiles à sa vérifiabilité et en les liant à la section « Notes et références ».
L'Arenco Tower est un gratte-ciel de 46 étages construit en 2008 à Dubaï le long de la Sheikh Zayed Road. La hauteur de la tour est de 244 mètres. Elle abrite des bureaux. 